# Just Mathias Thiele

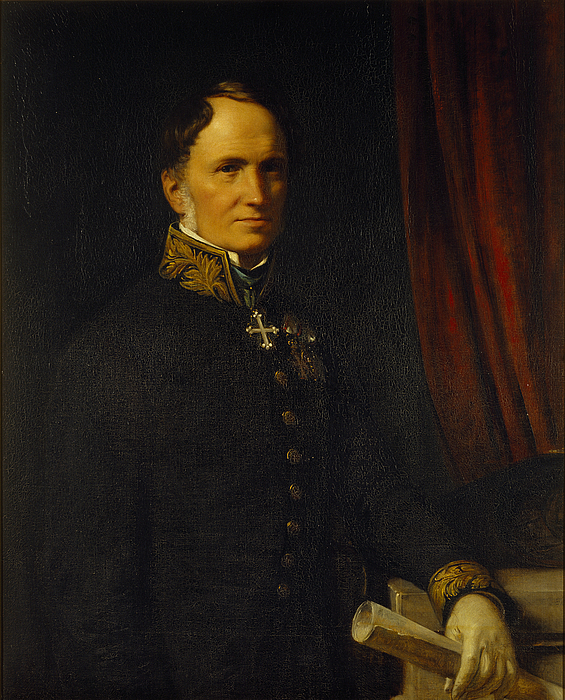
Just Mathias Thiele, Porträt von Wilhelm Marstrand im Thorvaldsens Museum

Just Mathias Thiele (* 13. Dezember 1795 in Kopenhagen; † 9. November 1874 ebenda) war ein dänischer Schriftsteller und Kunsthistoriker.
Während des Goldenen Zeitalters in der ersten Hälfte des 19. Jahrhunderts bereicherte er das dänische Kulturleben auf vielfache Weise. So sammelte und veröffentlichte er dänische Volksmärchen und gründete die Königliche Sammlung von Drucken, heute Teil der Dänischen Nationalgalerie. Nach dem Tod seines Freundes Bertel Thorvaldsen bewahrte er dessen Archive und nachgelassene Schriften und verfasste eine erste Biografie.
Sein Sohn Thorvald Nicolai Thiele war ein bedeutender Mathematiker.

## Leben
Just Mathias Thiele absolvierte die traditionsreiche Metropolitanskolen, wie auch Andreas Gottlob Rudelbach. Seine erste Veröffentlichung hatte Thiele 1816 in der Zeitschrift Danfana; im Jahr darauf erschien sein erstes Buch, der Roman Bjergmandsdalen.
Als Student war er Teil des Kreises von Künstlern und Intellektuellen um Knud Lyne und Kamma Rahbek im Bakkehuset; die Erinnerung an diese Zeit (Erindringer fra Bakkehuset) veröffentlichte er 1869. Thiele besuchte auch die Salons von Friederike Brun.
Von 1817 bis 1835 arbeitete er für die Dänische Königliche Bibliothek. Nach dem Vorbild der Brüder Grimm sammelte Thiele dänische Volkserzählungen auf seinen Reisen durch das Land. Er veröffentlichte sie in vier Bänden als Danske Folkesagn I–IV zwischen 1818 und 1823. Seine lyrischen und dramatischen Werke sind hingegen nachrangig. Für seine Märchensammlungen wurde Thiele mit einem Stipendium belohnt. Er reiste nach Rom, wo er sich mit dem Bildhauer Bertel Thorvaldsen anfreundete. Thiele wurde dessen Biograf und gehörte zum Gründungsausschuss zur Errichtung des Thorvaldsen-Museums.

## Privat

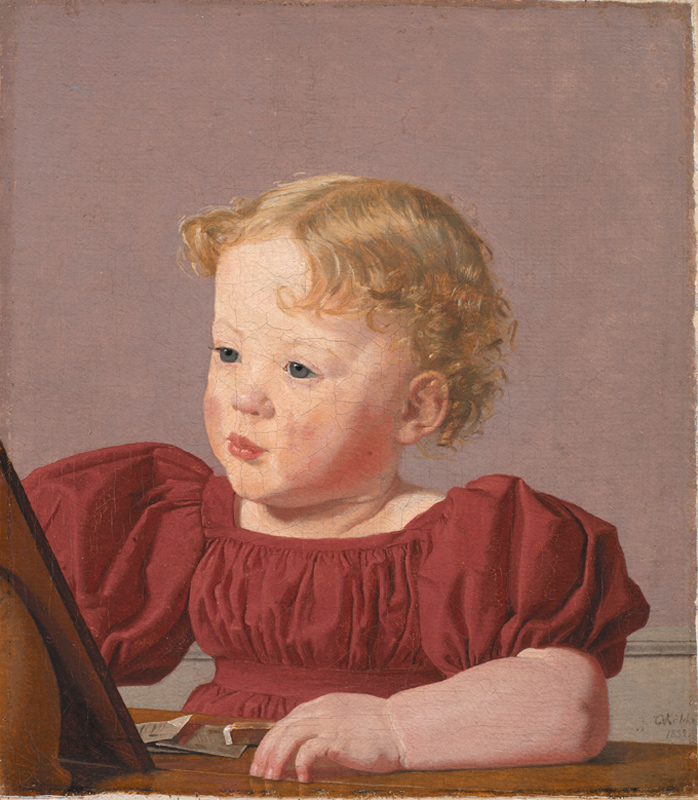
Ida Thiele im Alter von 2 Jahren, Gemälde von Christen Købke (1832)

Thiele heiratete 1829 in erster Ehe Sophie Holten (1806–1835), mit der er zwei Töchter hatte. Die ältere Tochter Ida (1830–1862) verewigte Thieles Freund Hans Christian Andersen in dem Märchen Den lille Idas blomster (erschienen 1835; Die Blumen der kleinen Ida). 1838 heiratete Thiele dann Hanne Aagesen. Zu ihren Kindern gehörte u. a. Thorvald N. Thiele (1838–1910).

## Werke
- Danske Folkesagn, I-IV. Kopenhagen. 1818–23.
- Den danske Billedhugger Bertel Thorvaldsen og hans Værker, I-IV, Kopenhagen. 1831–1850.
- Danmarks Folkesagn, I-II. Kopenhagen. 1843.
- Den danske Almues overtroiske Meninger. (= Danmarks Folkesagn III). Kopenhagen. 1860.
- Thorvaldsens Biographie, I-IV. Kopenhagen. 1851–1856.
- Erindringer fra Bakkehuset, Kopenhagen. 1869.
- Af mit Livs Aarbøger, I-II. 1873